# 奇幻版女生冒险小虎队
奇幻版女生冒险小虎队（德语：Pssst! Unser Geheimnis，直译：“嘘，我们的秘密”）是由奥地利作家托马斯·布勒齐纳编著的小说系列。内容为妮珂、凯莉西、瓦奈莎三个女孩由于好奇而自行组织女生冒险小虎队去世界各地历险的探险故事。全书共有二十六册，简体中文版由浙江少年儿童出版社于2008年12月在中国大陆地区引进并发行， 繁体中文版由旗林文化出版社有限公司发行。目前在中国大陆地区已出版十册。

## 书目
该系列共有二十六册，目前在中国大陆地区已出版十册。
- 惊魂午夜12时
- “复活”的木乃伊
- 七月冰风暴
- 把男生赶出地球
- 黑色星期三的红色警报
- 世界上最恶毒的三条咒语
- 比魔鬼胆大一点点
- 不要靠近8号门
- “美丽”的魔咒